# Iza Mlakar
Iza Mlakar (ur. 14 listopada 1995) – słoweńska siatkarka, grająca na pozycji atakującej, reprezentantka kraju. 
Po ukończeniu sezonu 2019/2020 we włoskim klubie Igor Gorgonzola Novara postanowiła zrobić przerwę w karierze i rozpocząć studia medyczne.

## Sukcesy klubowe
MEVZA - Liga Środkowoeuropejska:
- 2013, 2015
- 2014, 2019, 2023[6]
- 2017, 2018, 2024[7]

Mistrzostwo Słowenii:
- 2013, 2014, 2017, 2018, 2019
- 2015, 2016, 2024[8]
- 2023

Puchar Słowenii:
- 2015, 2016, 2017, 2018, 2023[9], 2024[10]

## Sukcesy reprezentacyjne
Mistrzostwa Świata U-23:
- 2017

## Nagrody indywidualne
- 2017: Najlepsza atakująca Mistrzostw Świata U-23